# كيلي مكارتي
كيلي مكارتي (بالإنجليزية: Kelly McCarty)‏ مواليد 24 أغسطس 1975 في شيكاغو، هو لاعب كرة سلة أمريكي معتزل. بدأ مسيرته الاحترافية في سنة 1999. يبلغ طوله 6 قدم 7 بوصة (2.0 م). اعتزل اللعب في 2013.

## المسيرة الاحترافية
لعب مع دنفر ناغتس في سنة 1999، ثم لعب مع خيمكي في الدوري الروسي من سنة 2006 إلى 2010، ثم لعب مع نادي يونيكس قازان لكرة السلة من سنة 2010 إلى 2013.

## روابط خارجية
- كيلي مكارتي على موقع الاتحاد الدولي لكرة السلة (الإنجليزية)
- كيلي مكارتي على موقع الدوري الأوروبي لكرة السلة (الإنجليزية)
- كيلي مكارتي على موقع إن بي أي (الإنجليزية)
- كيلي مكارتي على موقع سبورتس رفرنس (الإنجليزية)
- كيلي مكارتي على موقع كرة السلة الأوروبية.كوم (الإنجليزية)
- كيلي مكارتي على موقع DraftExpress.com (الإنجليزية)
- كيلي مكارتي على موقع كلية كرة السلة في سبورتس رفرنس.كوم (الإنجليزية)
- كيلي مكارتي على موقع ريلجم (الإنجليزية)
- كيلي مكارتي على موقع بروبوليرز (الإنجليزية)
- كيلي مكارتي على موقع سبورتس رفرنس (الإنجليزية)